# トヨタ・i-REAL

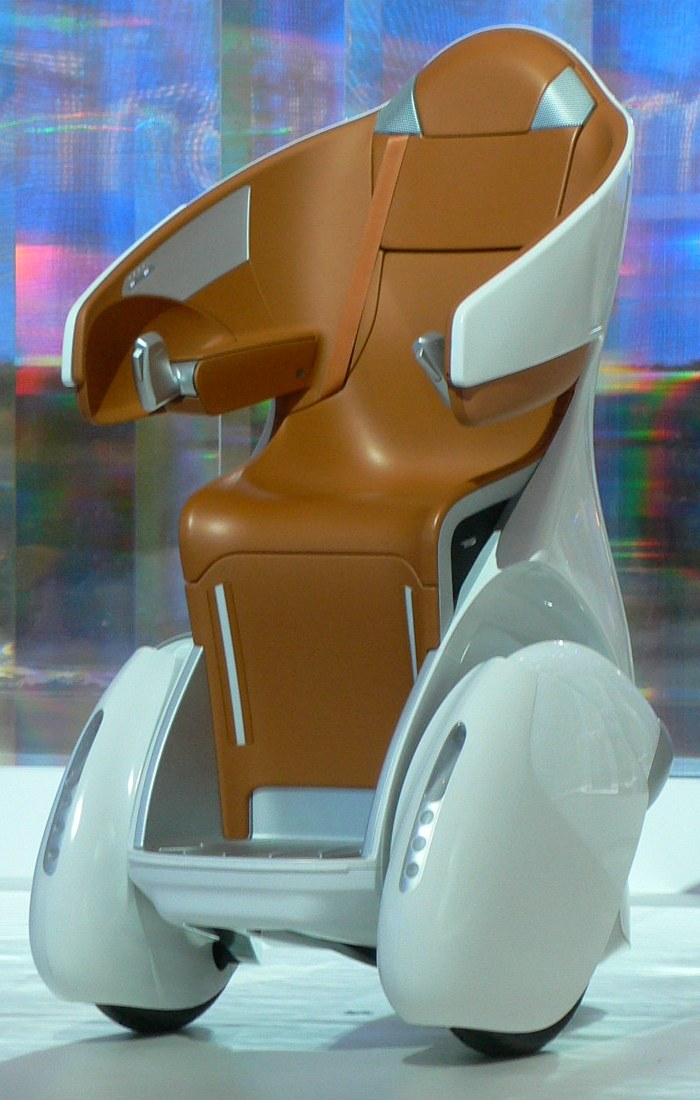
i-REAL

トヨタ・i-REAL（アイリアル）とは、トヨタ自動車が開発したパーソナルモビリティである。

## 概要

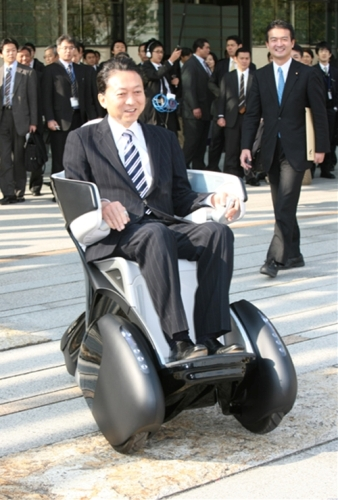
試乗する内閣総理大臣鳩山由紀夫（2009年12月）

「PM」「i-unit」「i-swing」といった、今までにトヨタが開発してきたパーソナルモビリティのコンセプトをベースに、さらに発展させたパーソナルモビリティ。2007年の東京モーターショーでワールドプレミアを飾った。その時のプロモーションムービーでの走行シーンは、大谷奈津江、成田亮、佐野新世が担当した。
実用化に向け、ドアを廃し、無駄な部分を省いてサイズを小型化することで、より人間に近いサイズとなった。背面はディスプレイとなっており、任意の映像を流すことが出来る。
動力は今までと同じく電気を動力源としている。操作方法もステアリングホイールとアクセルペダルの代わりに従来どおり手元で操作する「ドライブコントローラー（ジョイスティックのようなもの）」で行う。また、低速走行時はホイールベースを短くして小回り性を高め、それ以上の速度域ではリアの一輪を後方へ移動させ、車体重心を低くし、ホイールベースを長くして操縦安定性を確保する。さらに、速度や旋回半径によって、サスペンションを自動的に上下させてボディを内傾させ、無理なくスムーズに走行することが出来る。
i-REALには「コミュニケーション・ディスプレイ」というものが備えられており、それを使用することで、他のi-REALとコミュニケーションをとったり、情報を交換したりすることが可能。
2008年の北海道洞爺湖サミットで環境問題に関する提案のひとつとして出展され、報道関係者や福田康夫首相（当時）が試乗した。
2009年6月27日から中部国際空港に展望デッキの警備と到着ロビーの案内業務用に4台が導入され、初の実用化となった（翌2010年には試験期間満了のため、運用を終了）。

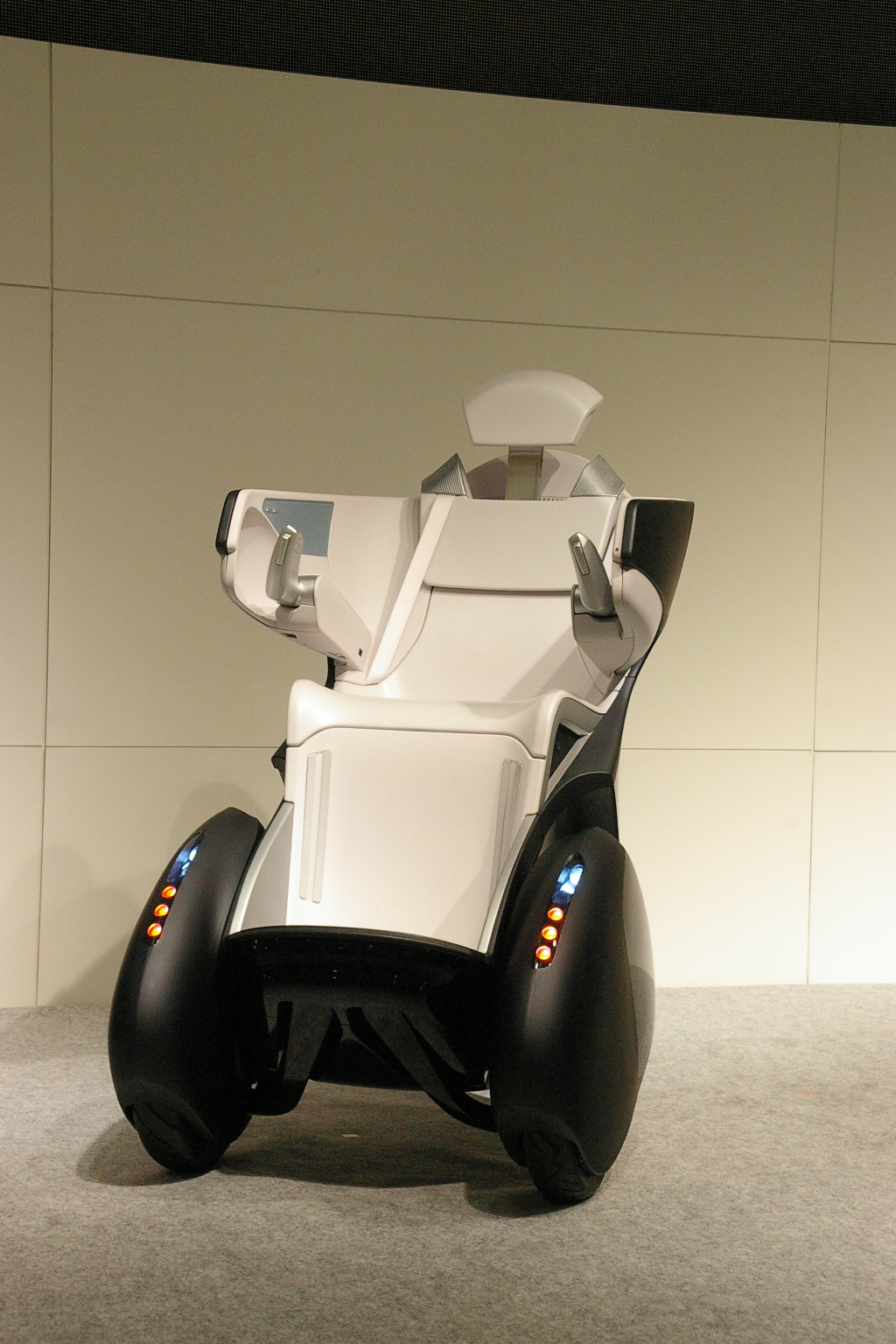
低速モード

2010年上海万博の日本館で紹介された。

## セントレアモデル
2009年6月18日、中部国際空港・トヨタ自動車の連名で6月27日より中部国際空港で実運用を開始することが公表された。実用化を計画し、約3年前から走行試験および操作・接客訓練を繰り返してきたという。トヨタはi-REALを無償提供する見返りに走行データを回収し、将来の販売に繋げるのが狙い。案内業務用に1台、警備業務用に3台を配備する。
セントレアモデルは従来のi-REALをベースに開発し、用途別に装備・仕様を変えている。案内業務用「Ann（アン）」には空港バックパックを搭載。この中にはパンフレットやパソコンを搭載し、無線LANを通じて業務連絡を行う。警備業務用の「Kei（ケイ）」は屋根付きで自動体外式除細動器(AED)を装備する。航続距離は１回の充電で約30km。最高速度は時速約30km/hだが、空港内では平常時は時速最高6km/h（歩行モード：3km/h、走行モード：6km/h） 、緊急時には15km/hに制限する。
操作系はドライブコントローラを前に倒すと「前進」、後ろに倒すと「ブレーキ」（もしくはグリップを握ると「緊急停止」）、左右に倒すとステアリングを切ることが出来る。バックは左手操作パネルの「R」ボタンを押すことにより可能。歩行モード時にはその場での旋回（信地旋回)が可能だが、走行モード時には走行速度にあわせて旋回半径を変化させる制御をしている。搭載センサとしては、ジャイロセンサを搭載し、段差があっても車体が傾かないように制御している。また、車体の外周にセンサを配置し、周囲に人が居る場合には自動的に停止するモードを備えている。電気モーターではエンジンのような騒音が無く、周囲が車両の接近を認識し辛いため、走行中は風鈴のような「音」を出すようにしている。

## 諸元
2007年東京モーターショー出展モデル
- 全長：995mm（低速モード）/1510mm（走行モード）
- 全幅：700mm
- 全高：1430mm/1125mm
- ホイールベース：485mm/1040mm
- 乗車定員：1人
- 駆動方式：前輪駆動